# Kazimierz Marian Wyszyński
Kazimierz Marian Wyszyński (ur. 23 sierpnia 1890 w Lublinie, zm. 3 stycznia 1935 w Berlinie) – polski dyplomata i oficer kawalerii, „beliniak”, chargé d’affaires w Moskwie.

## Życiorys
Syn Aleksandra i Zofii Michaliny z Gałeckich. Od 1910 do 1914 studiował historię na Uniwersytecie Jagiellońskim, należał Związku Młodzieży Polskiej „Zet”. Był autorem broszury „Kujmy broń”, którą uznano za manifest Polskiej Organizacji Wojskowej.
W czasie I wojny światowej służył w szwadronie ułanów Władysława Beliny-Prażmowskiego, a następnie w 1 pułku ułanów Legionów Polskich. Od 5 lutego do 31 marca 1917 roku był słuchaczem kawaleryjskiego kursu oficerskiego przy 1 pułku ułanów w Ostrołęce. Kurs ukończył z wynikiem dostatecznym. Posiadał wówczas stopień ułana. Latem tego roku, po kryzysie przysięgowym, został internowany w Szczypiornie.
W 1918 roku był jednym z założycieli Związku Patriotycznego. Zweryfikowany w stopniu porucznika ze starszeństwem z dniem 1 czerwca 1919 roku w korpusie oficerów rezerwy kawalerii. W 1934 roku pozostawał w ewidencji Powiatowej Komendy Uzupełnień Warszawa Miasto III. Posiadał przydział do Oficerskiej Kadry Okręgowej Nr I. Był wówczas w grupie oficerów „reklamowanych na 12 miesięcy”.
Od 1 stycznia 1920 roku był radcą Ministerstwa Spraw Zagranicznych w VI stopniu służbowym. Od 1 lutego 1923 roku był radcą poselstwa II klasy w Poselstwie RP w Moskwie. Od 27 czerwca 1924 roku do 1 stycznia 1925 roku kierował tą placówką jako chargé d'affaires, po odwołaniu Ludwika Darowskiego, a przed nominacją Stanisława Kętrzyńskiego. 1 stycznia 1925 roku został mianowany radcą poselstwa I klasy w V stopniu służbowym. Od 1 lutego 1927 roku przebywał na urlopie bezpłatnym. Od 1 października 1927 roku był radcą Poselstwa RP w Berlinie. Tam zmarł. Został pochowany na cmentarzu katolickim przy ul. Lipowej w Lublinie.

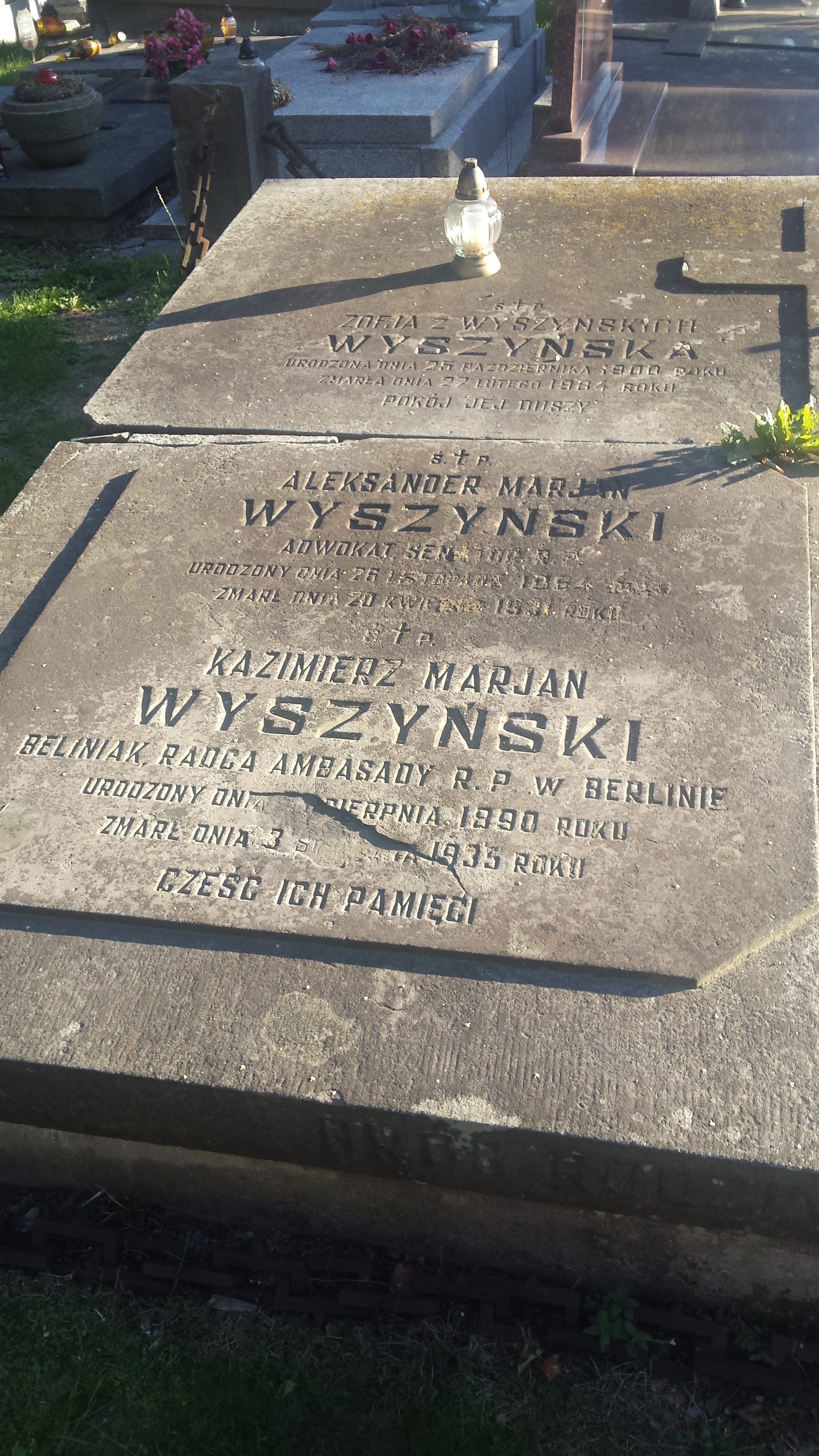
Grób Aleksandra i Kazimierza Wyszyńskich na cmentarzu przy ulicy Lipowej

## Ordery i odznaczenia
- Krzyż Niepodległości (12 marca 1931)[3]
- Krzyż Oficerski Orderu Odrodzenia Polski (10 listopada 1928)[4]
- Krzyż Walecznych
- Medal Dziesięciolecia Odzyskanej Niepodległości